# Joe James
Joseph James (23 de maio de 1925 — 5 de novembro de 1952) foi um automobilista norte-americano que esteve em três 500 Milhas de Indianápolis, quando a prova contava pontos para o Mundial de Pilotos de Fórmula 1 de 1950 até 1960: 1950, 1951 e 1952.
Faleceu vítima de acidente enquanto disputava uma prova no San Jose Speedway.